# Karl Fleige
Karl Fleige (5 de Setembro de 1905 - 16 de Dezembro de 1975) foi um comandante de U-Boot que serviu na Kriegsmarine durante a Segunda Guerra Mundial.